# Invasie van Zuid-Kasaï
In augustus 1960 probeerden troepen van de Republiek Congo (tegenwoordig Congo-Kinshasa) de afscheiding van Zuid-Kasaï te onderdrukken door het grondgebied van de uitgeroepen staat binnen te vallen. Hoewel het aanvankelijk militair succesvol was, liep de aanval vast onder intense internationale en binnenlandse politieke controle en werden de Congolese troepen teruggetrokken.
Congo werd onafhankelijk in juni 1960, en de volgende maand scheidde de provincie Katanga zich af van het land. Terwijl de Congo werd overspoeld door crisis, werden leden van de etnische groep Luba blootgesteld aan gewelddadige aanvallen. Begin augustus 1960 verklaarde de Muluba-politicus Albert Kalonji de afscheiding van Zuid-Kasaï, een regio net ten noorden van Katanga, met als doel een door Baluba gedomineerde staat te creëren. De Congolese centrale regering, onder leiding van premier Patrice Lumumba, besloot de afscheidingen met geweld neer te slaan. Omdat Zuid-Kasaï spoorwegknooppunten controleerde die cruciaal waren voor een aanval tegen Katanga, besloten de Congolese troepen zich eerst op Zuid-Kasaï te richten. Lumumba gaf het bevel om het offensief te beginnen, hoewel het betwist wordt wie het gepland heeft en leidde. Op 23 augustus begonnen troepen van het Armée nationale congolaise (ANC) op te rukken naar Zuid-Kasaï. Ze drongen de grens de volgende dag binnen, waarbij ze slechts minimale weerstand ondervonden van het slecht bewapende Zuid-Kasaïaanse leger en de politie - die snel terugtrokken - en lokale Baluba-milities. Kalonji vluchtte naar Katanga, en het ANC nam Bakwanga, de afscheidingshoofdstad, op 26 augustus in beslag. Het ANC kwam vervolgens in conflict met lokale Baluba-burgers. Beide partijen pleegden wreedheden, waarbij het ANC verschillende bloedbaden aanrichtte, met als gevolg de dood van ongeveer 3.000 burgers. In Katanga organiseerde Kalonji een nieuw leger om Zuid-Kasaï te heroveren. Hun tegenoffensief werd gestopt door het ANC, hoewel de Kasaïaanse troepen en Katangese strijdkrachten met succes de binnendringingen van het ANC in Katanga afweerden.
De bloedbaden in Bakwanga veroorzaakten internationale veroordeling, waarbij secretaris-generaal van de Verenigde Naties Dag Hammarskjöld opmerkte dat ze neerkwamen op "een geval van beginnende genocide". Op 5 september verklaarde de Congolese president Joseph Kasavubu dat Lumumba het land in een broederstrijd had gestort en ontsloeg hem als premier. Er ontstond een politieke impasse, wat ANC-stafchef Joseph-Désiré Mobutu ertoe bracht een staatsgreep te plegen en de controle over de centrale regering over te nemen. Op 18 september stemde Mobutu in met UN-functionarissen om het vechten te beëindigen, en het ANC trok zich zes dagen later terug uit Zuid-Kasaï. Het grondgebied bleef in afscheiding tot 1962 toen Kalonji werd afgezet en het ANC het bezette. Tot op heden is er echter geen bewijs geleverd dat de bloedbaden in Bakwanga voldeden aan de juridische definitie van genocide.

## Achtergrond

### Dekolonisatie
In de jaren vijftig ontwikkelde zich in Belgisch-Congo een antikoloniale pan-Afrikaanse en nationalistische beweging, voornamelijk onder de évolué-klasse (de verstedelijkte zwarte bourgeoisie). De beweging was verdeeld in een aantal partijen en groepen die grotendeels verdeeld waren over etnische en geografische lijnen en tegenover elkaar stonden. De grootste, de Mouvement National Congolais (MNC), was een eenheidsfrontorganisatie die zich inzette voor het bereiken van onafhankelijkheid "binnen een redelijke" tijd. Het ontstond rond een charter dat onder meer werd ondertekend door Patrice Lumumba, Cyrille Adoula en Joseph Ileo. Lumumba werd een leidende figuur en eind 1959 beweerde de partij 58.000 leden te hebben. Velen vonden echter dat de MNC te gematigd was. Er ontstond een aantal andere partijen, die zich onderscheidden door hun radicalisme, steun voor federalisme of centralisme en aansluiting bij bepaalde etnische groeperingen. De belangrijkste rivaal van de MNC was de Alliance des Bakongo (ABAKO) onder leiding van Joseph Kasavubu, een radicalere partij die werd gesteund door het Kongo-volk in het noorden, en de Confédération des Associations Tribales du Katanga (CONAKAT) van Moise Tshombe, een sterk federalistische partij in de zuidelijke provincie Katanga.
Hoewel het de grootste van de Afrikaanse nationalistische partijen was, had de MNC veel verschillende facties binnenin die uiteenlopende standpunten innamen over een aantal kwesties. Het was steeds meer gepolariseerd tussen gematigde évolués en de meer radicale massa-leden. Een radicale en federalistische factie onder leiding van Ileo en Albert Kalonji splitste zich af in juli 1959, maar slaagde er niet in om massale overlopers van andere MNC-leden te veroorzaken. De dissidente factie werd bekend als de MNC-Kalonji (MNC-K), terwijl de meerderheidsgroep de MNC-Lumumba (MNC-L) werd. De splitsing verdeelde de steunbasis van de partij in degenen die standhielden bij Lumumba, voornamelijk in de regio Stanleystad in het noordoosten, en degenen die de MNC-K steunden, populair in het zuiden en onder de eigen etnische groep van Kalonji, de Baluba.

### Situatie in Kasaï

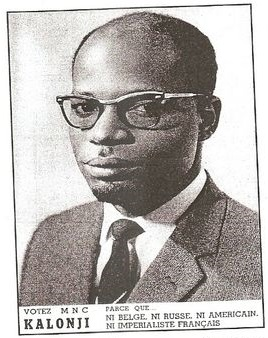
Albert Kalonji MNC-K-campagneposter voor de verkiezingen van 1960

Toen de onafhankelijkheid naderde, organiseerde de Belgische regering in mei 1960 Congolese verkiezingen . Deze resulteerden in een relatieve meerderheid van de MNC-L-landen. Op nationaal niveau werd Kasavubu uitgeroepen tot president en Lumumba tot premier. In de provincie Kasaï ontaardden de verkiezingen van 1960 in een "anti-Baluba-raadpleging", toen de Luba MNC-K erin slaagde een pluraliteit te verkrijgen, maar er niet in slaagde de controle over de provinciale overheid over te nemen. In plaats daarvan promootte Lumumba een Lulua-kandidaat, Barthélemy Mukenge, tot provinciaal president, terwijl Kalonji een belangrijke ministeriële portefeuille in de regering van Lumumba werd ontzegd. Kalonji weigerde Lumumba's aanbod van de landbouwportefeuille. De Kalonjisten, die zich afgewezen en gemarginaliseerd voelden door de centrale overheid, begonnen alternatieve partijen te steunen. Onder hen steunden de Kalonjisten Tshombe's CONAKAT-partij in het nabijgelegen Katanga, die, vanwege haar sterk federalistische standpunt, zich verzette tegen Lumumba's opvatting van een sterke centrale regering gevestigd in de hoofdstad Leopoldstad . Als onderdeel hiervan steunden de Kalonjisten CONAKAT ten koste van hun belangrijkste lokale rivalen, de partij Association Générale des Baluba du Katanga (BALUBAKAT) onder leiding van Jason Sendwe, die, hoewel zij de Baluba van de provincie Katanga vertegenwoordigde, voorstander was van het centralisme. . De Kalonjisten, die dachten dat zij namens alle Luba-Kasaï handelden, creëerden vijandigheid tussen de Luba-Kasaï en de Luba-Katanga, maar slaagden er ook niet in de volledige steun te verwerven van CONAKAT, waarvan een groot deel racistische vooroordelen had tegen de Baluba en steunde alleen de "authentieke Katangezen".

### Congo-crisis

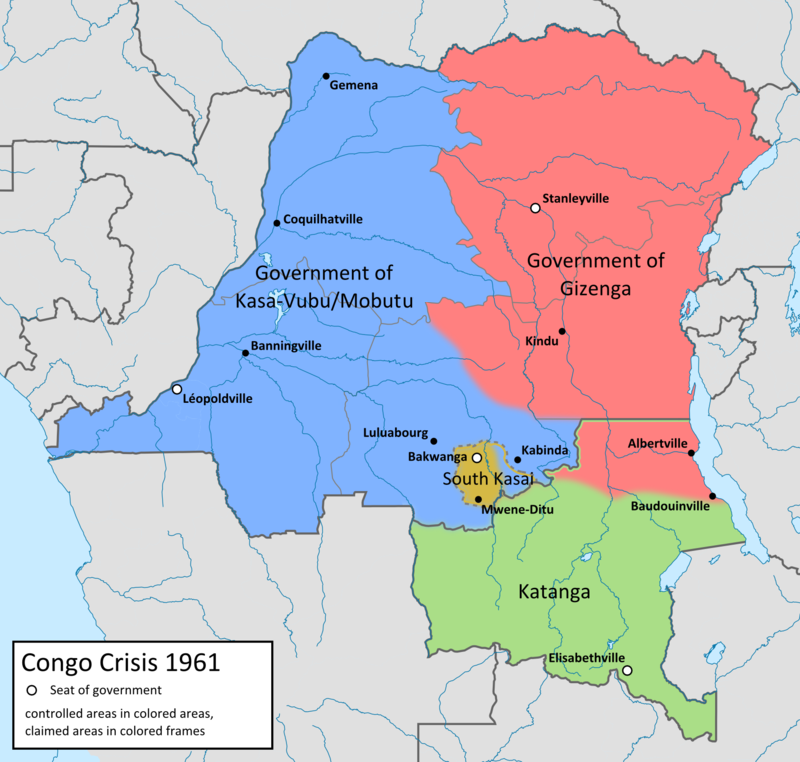
Kaart van de facties in Congo in 1961; Zuid-Kasaï is geel gekleurd en Katanga is groen gekleurd.

Belgisch Congo verklaarde op 30 juni 1960 in relatieve vrede zijn onafhankelijkheid als de Republiek Congo. Op 5 juli kwam het Leopoldstad-garnizoen van de Armée nationale congolaise (ANC) – voorheen bekend als de Force Publique – in opstand als reactie op de slechte arbeidsomstandigheden en het gebrek aan materiële vooruitgang na de onafhankelijkheid. De opstand verspreidde zich snel over heel Beneden-Congo. Op 8 juli voerde de regering verschillende hervormingen door, waaronder de promotie van Victor Lundula tot generaal en bevelhebber van het leger, en de benoeming van staatssecretaris Joseph-Désiré Mobutu tot kolonel en stafchef van het leger. Twee dagen later lanceerde de Belgische regering een unilaterale militaire interventie om haar burgers te beschermen, en in de daaropvolgende dagen bezetten Belgische troepen talrijke steden in heel Congo, vooral in Katanga. Op 11 juli verklaarde Tshombe dat Katanga zich afscheidde van Congo, in tegenstelling tot "de willekeurige en neocommunistische wil van de centrale regering".
Op 14 juli stuurden Lumumba en Kasavubu een telegram naar de Verenigde Naties (VN), waarin ze verklaarden dat vredeshandhavers werden verzocht om de soevereiniteit van Congo te beschermen tegen Belgische agressie, en waarschuwden dat als het verzoek niet snel werd ingewilligd, ze zich tot de Bandungconferentie zouden wenden voor hulp. De volgende dag stuurden ze een bericht naar de Sovjetpremier Nikita Chroesjtsjov vanuit Kindu, waarin ze vroegen om de situatie in Congo nauwlettend te volgen. In New York nam de Veiligheidsraad van de VN Resolutie 143 aan, waarin België werd opgeroepen zijn troepen terug te trekken en de Secretaris-Generaal werd gemachtigd om militaire en technische bijstand naar Congo te sturen in overleg met de regering om de orde te herstellen. Dit leidde tot de oprichting van een grote VN-multinationale vredesmacht (algemeen bekend onder de Franse afkorting ONUC). Buitenlandse contingenten arriveerden kort daarna in de hoofdstad. Secretaris-generaal van de VN, Dag Hammarskjöld, verklaarde later dat deze troepen een "tijdelijke veiligheidsmacht" zouden vormen die, hoewel met instemming van en met de uitvoering van enkele taken van de regering, volledig onder VN-bevel stond.
Ondertussen werden Baluba in Katanga en Kasaï het doelwit van gewelddadige aanvallen. Kalonji en zijn bondgenoten deden op 14 juli een officiële oproep aan de Baluba in heel Congo om terug te keren naar hun "thuisland" in het zuidelijke deel van de provincie. Aanvankelijk voorzagen ze de opdeling van Kasaï in tweeën om de oprichting van een quasi-autonome MNC-K en Luba-gedomineerde provinciale regering mogelijk te maken. Echter, al snel realiseerde Kalonji zich dat de chaos in de rest van Congo kon worden gebruikt om unilateraal af te scheiden en volledige lokale onafhankelijkheid uit te roepen. Op 9 augustus 1960 verklaarde Kalonji de regio van Zuidoost-Kasaï tot de nieuwe Autonome Staat van Zuid-Kasaï (État autonome du Sud-Kasaï). De afscheiding van Zuid-Kasaï werd ondersteund door Belgische bedrijfsbelangen, met name de Forminière-mijnbouwmaatschappij.

## Prelude
Toen Zuid-Kasaï zich afscheidde, waren ANC-troepen al aan het vechten tegen Katangese troepen in de regio Kasaï. De aankomst van de ONUC-contingenten werd aanvankelijk verwelkomd door Lumumba en de centrale regering, die geloofden dat de VN zouden helpen bij het onderdrukken van de afscheidingsstaten. De initiële opdracht van ONUC omvatte echter alleen het handhaven van de openbare orde. Omdat Hammarskjöld de afscheidingen zag als een intern politiek probleem, weigerde hij VN-troepen toe te staan de centrale Congolese regering te helpen bij haar campagne tegen hen; hij betoogde dat dit een verlies van onpartijdigheid zou betekenen en de Congolese soevereiniteit zou schenden. Lumumba verzocht dat ONUC-personeel zou stoppen met het ontwapenen van ongedisciplineerde Congolese soldaten, en zei dat hij een gewapende macht nodig zou hebben als de VN hem niet zouden helpen. Met de VN die weigerden actie te ondernemen tegen de afscheidingen, besloot Lumumba dat zijn regering Zuid-Kasaï en Katanga zelf moest herintegreren. Zuid-Kasaï had belangrijke spoorwegknooppunten die door het Congolese leger nodig waren voor een campagne tegen Katanga, en werd daarom een belangrijk doelwit. Het had ook belangrijke minerale rijkdommen waar de Congolese regering angstig naar terug wilde keren onder haar jurisdictie.
Bronnen verschillen over wie het Congolese offensief plande. Volgens Minister-Gezant bij de Verenigde Naties Thomas Kanza werd het plan voor de invasies van Zuid-Kasaï en Katanga door het ANC opgesteld in het kantoor van de premier in samenspraak met Generaal Lundula, Minister van Binnenlandse Zaken Christophe Gbenye, Minister van Staat Georges Grenfell, en Staatssecretaris bij het Presidentschap Marcel Lengema. Kanza verklaarde dat Kolonel Mobutu slechts een beperkte bijdrage leverde aan de discussies. Volgens biograaf Robin McKown werd het plan bedacht door Kolonel Mobutu. Politicoloog Catherine Hoskyns schreef dat de operatie werd uitgewerkt door zowel Mobutu als Lundula. Journalist Pierre Davister meldde dat Mobutu ooit tegen hem had opgeschept dat hij de operatie alleen had gepland. Staatssecretaris bij het Presidentschap Jacques Lumbala beweerde later verantwoordelijk te zijn voor het offensief.
Volgens het plan zouden troepen worden uitgezonden naar Kivu en noordelijk Kasaï. Die in de eerste regio zouden onder leiding van Sendwe en Minister van Justitie Rémy Mwamba naar het zuiden trekken, naar noordelijk Katanga, om de lokale Baluba te ondersteunen bij het voeren van een guerrillacampagne tegen de regering van Tshombe. De eenheden in het laatstgenoemde gebied zouden Zuid-Kasaï neutraliseren alvorens naar het oosten te trekken en Katanga aan te vallen; een detachement van het ANC zou vanuit Luluabourg naar Bakwanga oprukken en de stad veiligstellen, terwijl een ander langs de spoorlijn zou bewegen en Kaniama zou bezetten.
Alle Sabena-vliegtuigen in Congo werden door de regering gevorderd voor het offensief. Aangezien Sovjet-diplomaten voorzichtige aanbiedingen van steun aan Lumumba hadden gedaan, verzocht hij om extra transportmiddelen voor het ANC. Als reactie leende de Sovjet-Unie Lumumba 16 Ilyushin-transportvliegtuigen en hun bemanningen (met één extra Ilyushin voor Lumumba's persoonlijk gebruik) en leidde een aantal vrachtwagens die oorspronkelijk bestemd waren voor ONUC-detachementen om naar Kasaï. Er werd geen voorziening getroffen voor extra voorraden voor de troepen. Ongeveer 1.000 Sovjet-militaire adviseurs en drie uit Tsjecho-Slowakije werden ingezet om technische bijstand te verlenen. Ghanese functionarissen in Leopoldstad, met name ambassadeur Andrew Djin en generaal Stephen Otu, waarschuwden Lumumba en ANC-commandanten dat een invasie van Zuid-Kasaï en Katanga niet zou slagen en dat het gebruik van Sovjet-hulp ernstige politieke gevolgen zou hebben. Ondanks hun advies ging Lumumba door met de voorbereidingen voor het offensief en bleef hij, in de hoop Afrikaanse steun achter zijn beslissing te krijgen, de organisatie van een Pan-Afrikaanse Conferentie in Leopoldstad regelen.

## Invasie

### Vroege operaties
De aanval van de centrale regering om Zuid-Kasaï te heroveren begon op 23 augustus. Bronnen verschillen van mening over wie het bevel voerde over het offensief. Volgens politicoloog Jean-Claude Willame werd het geleid door Léopold Nzulu, de voormalige commandant van het ANC-garnizoen in Thysstad. Volgens Koninklijk Museum voor Midden-Afrika werd het ANC geleid door drie mannen: Joseph-Damien Tshatshi, Léonard Loso en Clément Somao. Een voorhoede van ANC-troepen uit Leopoldstad werd naar Kasaï gevlogen en begon, versterkt door het Luluabourg-garnizoen, op te rukken naar Zuid-Kasaï. Ongeveer 1.000 à 2.000 ANC-troepen namen deel. Ze werden vergezeld door Lumbala en Jacques Omonombe, een officier van de Sûreté Nationale. De directe aanval op Katanga vanuit Kivu werd uitgesteld.
Op de avond van 24 augustus vertrok Kalonji naar Katanga en beloofde zijn ministers dat hij Tshombe om hulp zou vragen. ANC-troepen trokken die nacht het grondgebied van Zuid-Kasaï binnen. Ze werden tegengewerkt door 200 Zuid-Kasaï-soldaten en 250 politieagenten. De soldaten hadden weinig training gehad en waren uitgerust met wapens die door Belgische troepen waren achtergelaten. Deze trokken zich snel terug, hoewel het ANC te maken kreeg met tegenstand van de lokale Baluba-militie, van wie de meesten alleen bewapend waren met handgemaakte enkelschotsgeweren, genaamd nkonga. Het ANC bezette Bakwanga grotendeels zonder incidenten op 26 augustus en nam tijdelijk zijn intrek in het bedrijfsgebouw van Forminière. Zuid-Kasaïsche troepen vluchtten naar de Katangese grens. De volgende dag kondigde Kalonji de overgave van de stad aan vanuit Elisabethstad, de hoofdstad van Katanga.
Toen regeringstroepen in Bakwanga aankwamen, lieten ze stamleden van de Lulua-stam vrij uit de gevangenis, terwijl Lumbala en Omonombe de arrestatie van Zuid-Kasaïaanse politieke figuren organiseerden. Bij gebrek aan voorraden en voldoende transport begonnen ANC-soldaten burgervoertuigen te vorderen en voedsel in beslag te nemen van de lokale bevolking ter voorbereiding op een opmars naar Katanga. Toen David Odia, de minister van Openbare Werken van Zuid-Kasaï, protesteerde, sloegen soldaten hem en verwondden hem dodelijk. Veel Baluba vluchtten eerst in paniek het toneel op, maar keerden op 29 augustus terug met zelfgemaakte jachtgeweren om zich te verzetten. Veel Baluba waren enorm te slim af en kwamen om in de daaropvolgende gevechten. ANC-soldaten pleegden vervolgens een reeks bloedbaden tegen de plaatselijke Baluba. Een groep burgers die zich schuilhielden in de St. Jean de Bakwa-kerk in Nyanguila werd neergeschoten met machinegeweren. Beide partijen begingen verschillende wreedheden, waaronder verminking van lijken, verkrachting, brandstichting en diefstal. Het kleine Tunesische ONUC-detachement in Bakwanga kon het geweld niet beheersen en werd gedegradeerd tot het bewaken van een gebouw waar de Europese bevolking van de stad hun toevlucht had gezocht. Internationale waarnemers rapporteerden op 29 en 30 augustus de dood van honderden Baluba. Op 30 augustus werd Joseph Nkongolo, de katholieke bisschop van Luebo, door het ANC in Bakwanga gearresteerd op grond van een Sûreté-bevel. Hij werd de volgende dag vrijgelaten nadat Mukenge tussenbeide kwam. Gerard Cravatte, algemeen directeur van de Société minière du Bécéka, werd vijf dagen vastgehouden voordat hij op verzoek van de Luxemburgse consul werd vrijgelaten, aangezien hij een Luxemburgs staatsburger was.
Na de dood van Odia en de eerste botsingen in Bakwanga zochten inwoners uit omliggende dorpen hun toevlucht in de omgeving van het Bakwanga-ziekenhuis en de kathedraal Saint-Jean-Baptiste de Bonzola. Op 31 augustus openden enkele Kalonjistische militieleden die zich schuilhielden in een nabijgelegen gebouw van de Société minière du Bécéka het vuur op een ANC-colonne, waarbij drie soldaten omkwamen. Toen de Congolese troepen het gebied begonnen te doorzoeken op zoek naar de bron van het vuur, ontdekten ze de plaatselijke bevolking en schoten velen van hen neer. Gewonde Zuid-Kasiaanse soldaten werden uit het ziekenhuis gesleept en gedood. De overlevenden vluchtten naar Kasengulu, een dorp 15 kilometer buiten Bakwanga, waar velen werden gedood door de achtervolging van ANC-troepen. In Zuid-Kasaï kwamen uiteindelijk ongeveer 3.000 burgers om het leven. Het geweld van de opmars veroorzaakte een uittocht van vele duizenden Baluba die hun huizen ontvluchtten om aan de gevechten te ontsnappen; alleen al in Élisabethstad gingen ruim 35.000 vluchtelingen naar vluchtelingenkampen. De Zuid-Kasiaanse regering stortte in toen de meeste leden in ballingschap vluchtten.

### Gelijktijdige politieke gebeurtenissen
Terwijl de operatie aan de gang was, zocht Lumumba Afrikaanse steun voor de anti-secessionistische campagne en ging verder met de Pan-Afrikaanse Conferentie in Leopoldstad. Vertegenwoordigers van dertien onafhankelijke landen en vier nationalistische bewegingen waren aanwezig. De opening van de conferentie op de ochtend van 25 augustus werd ontsierd door grote demonstraties van aanhangers van de oppositie buiten de vergaderzaal. De politie schoot in de lucht om de menigte uiteen te drijven, wat paniek veroorzaakte en de buitenlandse delegaties ernstig verontrustte. In zijn openingstoespraak sprak Lumumba breed en deed een beroep op de Afrikaanse eenheid. Bijna alle delegaties adviseerden het offensief stop te zetten en de Congolese regering haar betrekkingen met de VN te herstellen. Lumumba was teleurgesteld door hun houding en besefte dat hij hun militaire steun niet zou kunnen veiligstellen en dat toenadering tot de VN noodzakelijk was. Niettemin liet hij zich er niet van weerhouden het offensief Zuid-Kasaï-Katanga voort te zetten; op 27 augustus vloog hij naar Stanleystad om versterkingen voor de campagne te verzamelen. Om opmars naar hun eigen grondgebied te voorkomen, heeft de Katangese Gendarmerie de weg- en spoorverbindingen tussen Zuid-Kasaï en Katanga vernietigd.

### Aanhoudende gevechten en Zuid-Kasaïsche tegenaanval
In Élisabethstad nam Kalonji zijn intrek in een huisje in de buurt van het presidentiële paleis van Tshombe en vestigde een nieuwe crisisregering. Hij deed een beroep op Katangese hulp. Sommige Katangese leiders, zoals minister van Binnenlandse Zaken Godefroid Munongo, beschouwden de Kasaï Baluba als vijanden. Tshombe bekritiseerde Kalonji omdat hij niet in Bakwanga bleef om steun te verzamelen tegen de invasie. Kalonji deed vervolgens een beroep op de Union Minière du Haut-Katanga, een groot mijnbouwbedrijf gevestigd in Katanga, met het argument dat Zuid-Kasaï als een nuttige buffer diende tussen het ANC en Katanga. Uiteindelijk verzekerde hij zich van de steun die hij nodig had om een leger in ballingschap op te richten, bestaande uit 240 man, de meesten gerekruteerd uit Kasaïaanse immigrantenarbeiders in Katanga en geleid door buitenlandse huurlingen. Hij moedigde de Zuid-Kasaiaanse bevolking ook aan om zich in radio-uitzendingen te verzetten tegen de bezetting door de Congolese centrale overheid. In het licht van het succes van het ANC in Kasaï vreesde Tshombe een directe aanval op Katanga. Zowel hij als Kalonji namen contact op met Kasavubu om de gevechten te beëindigen, en in reactie daarop stuurde Kasavubu een ABAKO-delegatie naar Élisabethstad om hen te ontmoeten.
Lumbala keerde op 1 september terug naar Leopoldstad en bracht een rapport uit over de campagne aan Lumumba, waarbij hij zijn eigen rol in de invasie en de omvang van het verzet overdreef. Die dag beval kolonel Mobutu een einde aan de campagne zonder de regering te raadplegen. Niettemin gingen de gevechten door. De Tunesische vredeshandhavers voerden hun inspanningen op om de orde te handhaven, waarbij ze sommige ANC-eenheden ervan overtuigden te stoppen met het begaan van wreedheden en enkele oorlogvoerende partijen te ontwapenen. Ze gingen ook door met het beschermen van de Europeanen, begroeven lijken, verzorgden de gewonden en begeleidden artsen van de Wereldgezondheidsorganisatie door het gebied. Ze meldden dat de situatie begin september "enigszins verbeterd was en geleidelijk zou moeten verbeteren". Op 4 september werd een Amerikaanse journalist – de zoon van diplomaat Henry J. Taylor – neergeschoten en gedood terwijl hij de gevechten tussen het ANC en de Baluba-militieleden observeerde. Rond dezelfde tijd werden Congolese versterkingen vanuit Stanleystad de regio binnengevlogen en begonnen ANC-troepen ook de Katangese grens te onderzoeken. Kalonji gaf zijn leger in ballingschap het bevel de stad Luputa te heroveren. Bij hun terugkeer in Zuid-Kasaï vermoordden de Kalonjistische troepen burgers en plunderden dorpen. Het ANC heeft de colonne in een hinderlaag gelokt en vernietigd toen deze in Luputa aankwam. Kalonji's andere troepen versloegen, samen met de Katangese Gendarmerie, met succes de invallen van het ANC in Katanga.

### Ontslag van Lumumba en Congolese terugtrekking

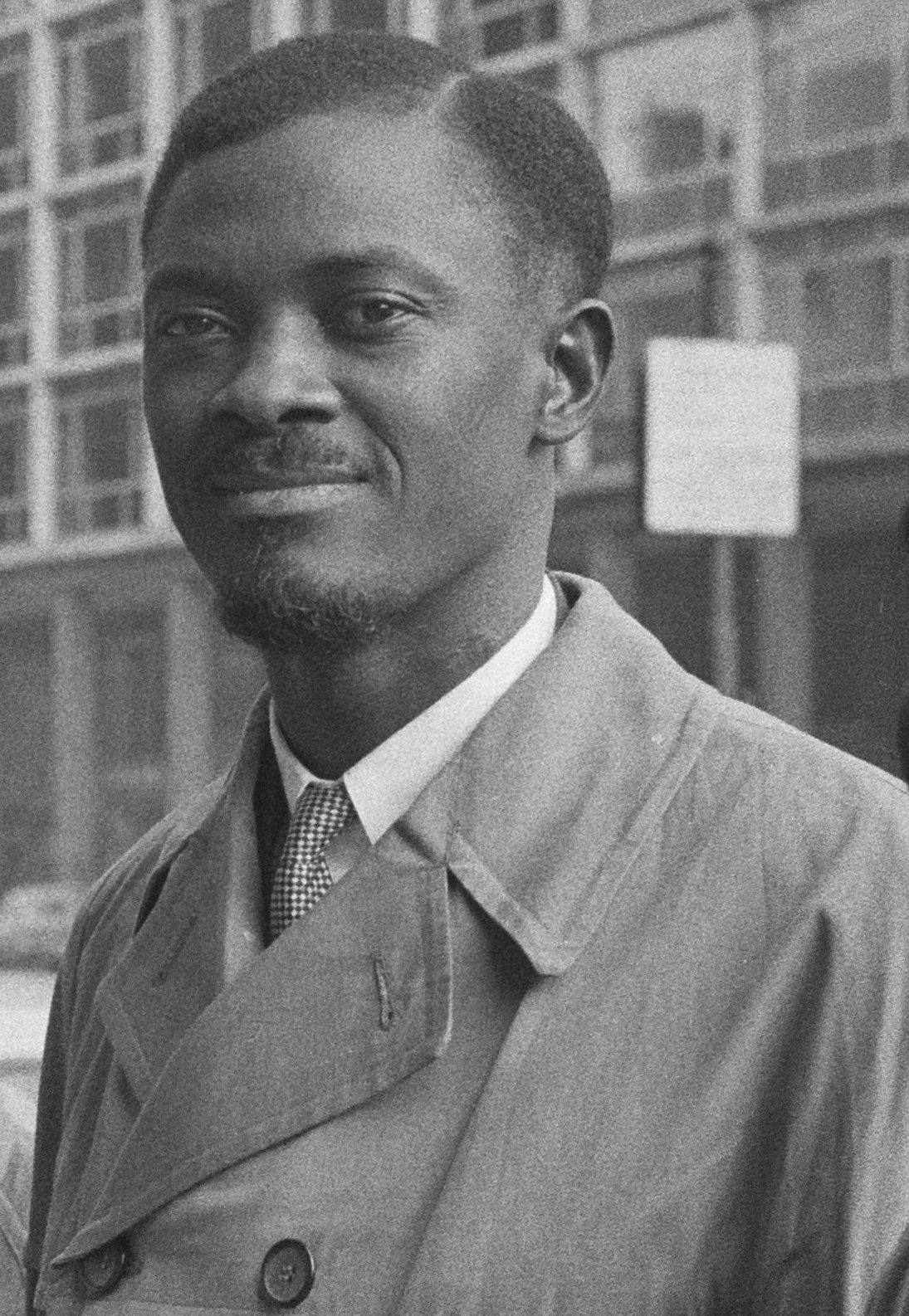
Patrice Lumumba

In de avond van 5 september verklaarde Kasavubu via de radio dat Lumumba "de natie in een broedermoordoorlog had gestort" en hem uit het premierschap zou ontslaan. Hij verklaarde dat verschillende andere leden van de regering werden ontslagen en dat Joseph Iléo een nieuwe regering zou vormen. Kort daarna zond Lumumba een bericht uit waarin hij de actie van Kasavubu aan de kaak stelde en verklaarde dat hij was afgezet. De volgende dag sloot ONUC alle Congolese luchthavens voor 'civiel' - of niet-Verenigd - luchtverkeer, met als doel te voorkomen dat Lumumba troepen naar de hoofdstad zou verplaatsen of extra troepen naar Kasaï zou sturen.
Op 7 september kwam de Kamer van Afgevaardigden bijeen om het ontslagbevel van Kasavubu te bespreken. In reactie op een interpellatie over de campagne in Zuid-Kasaï ontkende Lumumba dat hij opdracht had gegeven tot massamoorden en gaf hij het Belgische koloniale bestuur de schuld voor het aanwakkeren van het Lulua-Baluba-conflict. Hij kondigde ook aan dat de regering in Luluabourg verschillende Belgische en Franse vliegtuigen in beslag had genomen met wapens bestemd voor Bakwanga. De Kamer stemde om de ontslagverklaringen van zowel Kasavubu als Lumumba nietig te verklaren, en de volgende dag gaf de Senaat de regering een motie van vertrouwen. De daaropvolgende dagen werd er door het Parlement en de Raad van Ministers weinig activiteit ondernomen. Lumumba verklaarde dat hij nog steeds de wettige premier was, bleef zijn bevoegdheden uitoefenen en zette de militaire campagne tegen Zuid-Kasaï voort. Iléo riep op 10 september zijn voltooide regering uit. Op 13 september kwam het Parlement in een gezamenlijke zitting bijeen om de politieke impasse te bespreken. Lumumba deed een beroep op hen om hem “volledige bevoegdheden” te verlenen om de crisis van het land te beheersen, maar verzekerde dat hij bereid was tot overeenstemming te komen met rivaliserende politieke facties. Het parlement nam een resolutie aan in overeenstemming met de wensen van Lumumba, maar richtte ook een commissie op om toezicht te houden op de uitvoering van de bevoegdheden door de regering. De authenticiteit en wettigheid van de stemming waren echter twijfelachtig.
Op 14 september kondigde Mobutu via de radio aan dat hij een "vreedzame revolutie" lanceerde om de politieke impasse te doorbreken en daardoor de president, de respectievelijke regeringen van Lumumba en Iléo te neutraliseren, en het Parlement tot 31 december op te schorten. Hij verklaarde dat " technici " de regering zouden leiden, terwijl de politici hun meningsverschillen zouden oplossen. Hij beval ook alle militaire adviseurs van de Sovjet-Unie het land te verlaten. In een daaropvolgende persconferentie verduidelijkte hij dat Congolese universitair afgestudeerden gevraagd zouden worden een regering te vormen. Lumumba en Kasavubu waren allebei verrast door de staatsgreep. Op 17 september begonnen ANC-soldaten uit Stanleystad een aanval vanuit Kivu op het noorden van Katanga en bezetten een deel van het grondgebied na minimale gevechten. De volgende dag stemde Mobutu, na overleg met VN-functionarissen, ermee in de ANC-campagne tegen Katanga en Zuid-Kasaï te beëindigen, en op 23 september werden de troepen teruggetrokken in ONUC-vliegtuigen. ONUC creëerde vervolgens een bufferzone tussen ANC-troepen en de grens met Katanga. Het ANC-slachtoffers als gevolg van de invasie waren licht.

## Nasleep

### Politieke gevolgen
De acties van het ANC in Zuid-Kasai vormen een zeer flagrante schending van elementaire mensenrechten en hebben de kenmerken van het misdrijf van genocide, omdat ze lijken te zijn gericht op de uitroeiing van een specifieke etnische groep, de Balubas. ― Dag Hammarskjöld, secretaris-generaal van de Verenigde Naties, september 1960
Hammarskjöld beschouwde de wreedheden in Zuid-Kasaï als "een geval van beginnende genocide " en geloofde dat Lumumba, nadat hij het bevel had gegeven om het offensief op een "bijna nonchalante manier" te beginnen, alle verantwoordelijkheidsgevoel had verloren. Hij beval ONUC-contingenten om in te grijpen om toekomstige bloedbaden te voorkomen, maar dit bleek niet nodig toen de situatie in september kalmeerde. De Amerikaanse pers schilderde het regime van de premier af als een marionet van de Sovjet-Unie en afhankelijk van Sovjethulp. De Britse pers bood uitgebreide berichtgeving over de wreedheden in Bakwanga, wat het Britse publiek schokte. Volgens de westerse opinie is Lumumba schuldig aan de moorden. Het geweld en de uiteindelijke mislukking van de anti-secessionistische beweging hebben de reputatie van de regering ernstig beschadigd.
Na de terugtrekking van het ANC keerde Kalonji terug naar Bakwanga en begon zijn regering te herstellen. Dit werd mogelijk gemaakt doordat ONUC er niet in slaagde snel genoeg te reageren op een verzoek van de centrale regering om de instelling van een neutrale zone in Zuid-Kasaï. Kalonji verleende bescherming aan de plaatselijke stamleiders die zijn zaak hadden gesteund terwijl hij afwezig was. Hij hekelde Lumumba ook als "een moordenaar die moet worden berecht en geëxecuteerd". Kalonji's troepen bezetten Zuid-Kasaï opnieuw en voerden een repressiecampagne tegen de etnische minderheden Basonga en Kanyok. In de nasleep van de ANC-invasie kon de Zuid-Kasaïsche staat substantiële hulp bieden aan zijn vluchtelingen, van wie velen werden geherhuisvest in huizen en banen. Niettemin veroorzaakte het offensief een aanzienlijke verstoring van de openbare orde en de plaatselijke economie; in december 1960 waren het aantal door Forminière geslepen diamanten en het aantal mensen dat er in dienst was, beide met duizenden gedaald. Voedseltekorten, veroorzaakt door verstoringen van de landbouw, leidden ook tot honderden sterfgevallen als gevolg van honger onder de vluchtelingen.
De Zuid-Kasaïsche staat heeft enige tijd naast de rest van Congo bestaan. Congolese afgevaardigden, evenals ANC- en ONUC-troepen konden zich over het algemeen zonder conflicten met de Zuid-Kasaïsche autoriteiten door het gebied verplaatsen, terwijl hun sporadische campagne tegen Katangese troepen voortduurde. In februari 1961 beval Kalonji de executie van verschillende voormalige Congolese functionarissen, waaronder Lumbala, als wraak voor de bloedbaden van het ANC in Bakwanga. Zuid-Kasaï bleef in afscheiding tot eind 1962, toen Kalonji door een door de centrale regering gesponsorde militaire staatsgreep werd omvergeworpen en het ANC het gebied bezette, waardoor de re-integratie in Congo mogelijk werd.

### Nalatenschap
Hoewel er weinig onderzoek is gedaan naar de wreedheden van het ANC in Zuid-Kasaï, is er nooit informatie gepresenteerd die het idee ondersteunt dat Lumumba of andere functionarissen van plan waren bepaalde bevolkingsgroepen te elimineren in overeenstemming met de wettelijke definities van 'genocide'; het gebruik van de term ‘genocide’ was in de eerste plaats een retorisch middel dat bedoeld was om zijn reputatie te schaden. Lumumba's imago was jaren na zijn dood impopulair in het zuiden van Kasaï, omdat veel Baluba zich ervan bewust bleven dat hij opdracht had gegeven tot de militaire campagne die resulteerde in de wreedheden tegen hun volk.